# Parafia Matki Bożej Nieustającej Pomocy w Kuryłowcach Murowanych
Parafia Matki Bożej Nieustającej Pomocy w Kuryłowcach Murowanych – parafia znajdująca się w diecezji kamienieckiej w dekanacie barskim, na Ukrainie.
Proboszcz kuryłowiecki sprawuje opiekę duszpasterską również w parafiach: Niepokalanego Poczęcia Najświętszej Maryi Panny w Śnitkowie i Miłosierdzia Bożego w Wyszczeolczydajewie.

## Historia
Dawniej Kuryłowce należały do parafii w Wierzbowcu.
Parafia została zarejestrowana 23 maja 1994. W październiku tego roku rozpoczęto budowę kościoła. Początkowo zbudowano dolny kościół, a później pozostałą część kościoła. Konsekrował go 29 czerwca 2008 biskup kamieniecki Leon Dubrawski OFM.